# 矢崎充彦
矢崎 充彦（やざき みつひこ、1967年6月18日 - ）は、日本の映画監督、脚本家。

## 人物
慶應義塾大学経済学部卒業後、本田技研工業での社会人経験を経て、松竹大船撮影所の鎌倉映画塾1期生として入塾。

## 監督作品
- 1994『歩道にあがれ』共同監督
- 1996『今日、その道で』監督・脚本
- 1998『子供たちの傘』監督・脚本
- 1999『ハッピネス-0』監督・脚本
- 2001『Go!』日活／NHKエンタープライズ21／ソニーPCL 監督・脚本・原案 ※初の長編
- 2002『Love!』衛星劇場
- 2003『電話の恋人』livedoor[1]
- 2005『Go出産! ～ご懐妊篇～』[4]